# Fabrîcine, Tokmak
Fabrîcine (în ucraineană Фабричне, în germană Fabrikerwiese) este un sat în comuna Ostrîkivka din raionul Tokmak, regiunea Zaporijjea, Ucraina. Satul a fost locuit de germanii pontici.   

## Demografie
Componența lingvistică a localității Fabrîcine
     Ucraineană (81,46%)
     Rusă (18,54%)
Conform recensământului din 2001, majoritatea populației localității Fabrîcine era vorbitoare de ucraineană (81,46%), existând în minoritate și vorbitori de rusă (18,54%).